# 古内東子
古内 東子（ふるうち とうこ、1972年11月1日 - ）は、日本の歌手、シンガーソングライター、ラジオDJ。東京都練馬区出身。

## 来歴
音楽好きな両親の影響で、少女時代からピアノを習った。跡見学園中学高等学校在学中にアメリカコネチカット州の高校に1年間留学。上智大学比較文化学部在学中に、姉が作詞して東子が作曲した楽曲のデモテープを、姉に内緒でソニー・ミュージックに持参し、音楽プロデューサーの遠藤亮に見込まれる。
1993年にソニー・レコードから「はやくいそいで」でデビュー。1996年、「誰より好きなのに」がヒットし代表曲となる。恋愛を主題にした曲のスタイルから「恋愛の神様、教祖」と称され、松任谷由実・竹内まりやに続く逸材という評価を受けた。音楽の仕事で多忙となり、1997年に大学を中退している。
同年、『恋』が第39回日本レコード大賞アルバム賞を受賞。1998年に『TOKO〜best selection』が累計39.3万枚を売り上げ、『魔法の手』でオリコンアルバムチャートで初登場1位を獲得した。
2004年から弾き語りライブを定例化しており「小さなホールの方が観客に言葉をよりダイレクトに伝えることができる」とライブスタイル選択の理由を述べている。2005年、ニューヨークで矢野顕子のライブを鑑賞し「いつか自分もここでライブをしてみたい」と語った。2009年1月21日と2010年9月21日に渡米し、ニューヨークのJoe's Pubで弾き語りライブを実現した。
2012年10月29日にオフィシャルブログにて一般男性との入籍を報告。2014年には第一子の妊娠・男児の出産を報告した。
2000年代は鈴木雅之・工藤静香・稲垣潤一・CHEMISTRY、2010年以降はV6・島谷ひとみ・Sowelu、変わったところでは演歌歌手の石原詢子に楽曲提供をしている。

## 音楽
女性人気が高く、独身OL音楽の第一人者と評される。経験した恋愛のみを歌うことが最大の訴求点で、恋について歌えなくなったら歌手をやめると語る。男性視点の楽曲は「逢いたいから」「10%」「僕の宇宙」「笑顔」、CHEMISTRY「合鍵」など少ない。男性の視点は意識せずに作詞している。その一方で男性の隠れファンも多い。
作曲家で音楽評論家の近田春夫は、古内の魅力は声にあるとして「歌手とはこういう仕事をする人のことをいうのではないだろうか」「この人の声は楽器としてよくコントロールされている。音程しかり、強弱、タイミングしかり。母音、子音のひとつひとつの響きにも、『音』の面からの眺めを最良のものにしようとする注意が細かく払われている」と評価した。
アメリカ英語に堪能で、海外レコーディングでアメリカ人ミュージシャンに歌詞の意味を自ら解説する。1995年の『Strength』は初の海外レコーディング作品で、アメリカのミュージシャンと共同制作した。
2001年にアルバム『CRAZY FOR YOU』を発売するなど洋楽のカバーに熱心であったが、2007年のライブで「やっぱり洋楽のカバーは私には合わない」と語り、西城秀樹「眠れぬ夜」と松任谷由実「NIGHT WALKER」をカバーした。
2013年にテレビ取材で、今後作りたい曲の展望について「これからもお客さん一人ひとりにどう伝えるかにこだわって歌いたい」と語った。
フランス人歌手NATHALIE（ナタリー）は、古内作品のカバー・アルバム『宝物〜古内東子フレンチ・コレクション』を発売した。

## 人物
青とうがらし味噌・韓国キムチ・CoCo壱番屋ソーセージカレー チーズトッピング5辛など辛い食べ物が好きである。そのほかにパン・ドライブ・夏・キャミソール・料理・ワイン・ネイルアート・化粧品を嗜好する。
小学低学年時は周囲の大人の目線を気にしたが、中学1年で洋楽に目覚める。この頃ラジオ番組「American Top 40」で『サウンド・オブ・ミュージック』を聴いたことがアメリカ留学の契機となった。
ホール&オーツ、ビリー・ジョエル、スティーリー・ダン、ペブルス、アース・ウィンド・アンド・ファイアーらから影響を受け、ブラックミュージック・ソウルミュージック・R&Bなどを好む。
1993年に毎日放送系テレビドラマ『デザートはあなた』第10話にピアニスト役で出演した。

## ディスコグラフィ

### シングル
1. はやくいそいで （1993年2月21日） - MBS・TBS系テレビ『地球ZIG ZAG』エンディング・テーマ
2. 逢いたいから （1993年10月21日） - MBS・TBS系テレビJTドラマBOX『デザートはあなた』劇中テーマ曲
3. Distance （1994年4月21日） - NHK系テレビ『疲労回復テレビ』エンディング・テーマ
4. うそつき （1994年7月1日） - テレビ東京系『いい旅・夢気分』エンディング・テーマ
5. 歩き続けよう （1995年4月21日）
6. Strength （1995年8月21日）
7. 誰より好きなのに （1996年5月21日） - YTV・NTV系ドラマ『俺たちに気をつけろ。』挿入歌/YTV『目玉とメガネ』エンディング・テーマ
8. かわいくなりたい （1996年7月21日） - TBS系テレビ「FACE」エンディング・テーマ
9. 宝物 （1997年2月21日） - TBS系テレビ『COUNT DOWN TV』エンディング・テーマ/東映配給映画『義務と演技』主題歌
10. 大丈夫 （1997年7月9日） - TBS系テレビ日曜劇場『オトナの男』主題歌
11. 銀座 （1998年1月21日） - TBS系テレビ『日立 世界・ふしぎ発見!』エンディング・テーマ
12. 心にしまいましょう （1998年7月29日）- ソニーCPラボラトリーズ「SOIGNE」CMソング
13. 淡い花色 （1998年10月21日）
14. 返事 （1999年9月8日）
15. 45分 （1999年10月27日）
16. 昨日にさよなら （2000年8月2日） - トリンプ「恋するブラ」CMソング
17. My brand new day （2000年11月1日）
18. 「そばにいて」 （2000年11月1日）
19. IN MY LIFE （2001年10月24日） - テレビ朝日系木曜ドラマ『最後の家族』主題歌、ビートルズの同名曲のカバー
20. この手のひら （2002年2月6日） - 東海テレビ・フジテレビ系ドラマ『母の告白』主題歌
21. 恋なんて （2002年5月22日）
22. サヨナラアイシテタヒト （2003年11月19日）
23. stay （2004年2月18日）
24. Beautiful Days （2005年6月29日） - P&G「パンテーン」CMソング/「パンテーン&ゼクシィ Beauty Project」CMソング
25. コートを買って （2005年11月16日）
26. A to XYZ/スロウビート （2009年10月14日）- 「古内東子×KREVA」

### オリジナル・アルバム
1. SLOW DOWN（1993年4月21日）
2. Distance（1993年11月21日）
3. Hug（1994年9月21日）
4. Strength（1995年9月21日）
5. Hourglass（1996年6月21日）
6. 恋（1997年8月21日）
7. 魔法の手（1998年8月19日）
8. winter star（1999年12月1日）
9. Dark ocean （2000年12月6日）
10. 10stories （2002年9月4日）
11. フツウのこと （2004年3月10日）
12. CASHMERE MUSIC（2005年11月30日）
13. IN LOVE AGAIN（2008年10月15日）
14. IN LOVE AGAIN 〜ENCORE EDITION〜（2009年2月18日）
15. PURPLE（2010年3月3日）
16. 透明（2011年2月23日）
17. 夢の続き（2012年3月14日）
18. After The Rain（2018年10月17日）
19. 体温、鼓動（2022年2月21日）
20. 果てしないこと（2023年3月8日）

### ベスト・アルバム
- TOKO〜best selection （1998年2月14日）
- middle and mellow of toko furuuchi （2009年2月18日）
- THE SINGLES SONY MUSIC YEARS 1993 - 2002 （2010年3月24日）
- and then... 〜20th anniversary BEST〜 （2013年2月20日）
- 誰より好きなのに 〜25th Anniversary BEST〜（2018年11月21日）

### サウンドトラック・アルバム
- Night and Day （1997年9月21日）

### カバー・アルバム
- CRAZY FOR YOU （2001年11月21日）
- Toko Furuuchi with 10 legends（2016年3月30日）

### ライブ・アルバム
- Toko Furuuchi Billboard Live 2016（2016年2月1日）

### ビデオ
- TOKO FURUUCHI （1995年9月21日）
- 誰より好きなのに （1997年8月21日）
- Toko Furuuchiコンサート98「魔法の手」 （1999年7月23日）
- 〜15th Anniversary〜IN LOVE AGAIN TOUR 2008 （2009年3月11日）

## 書籍
エッセイ
- 会えないときこそきれいでいよう （幻冬舎） ISBN 4-87728-256-4
- 会えないときこそきれいでいよう（文庫版、幻冬舎） ISBN 4-34440-080-1
- 恋愛日和 - わたしと彼がいる21の風景（祥伝社、1999年11月26日初版） ISBN 4-396-42009-9
- 恋する舌 （双葉社） ISBN 4-57529-350-4
- ひとりの時間を楽しむ32の方法 （インデックス・コミュニケーションズ、2005年10月） ISBN 4-7573-0338-6

## 楽曲提供・ゲスト参加

### 楽曲提供
あ行
相沢巧弥子
- 遠回り（作詞・作曲）

新垣結衣
- ペアリング（作詞・作曲）

alan
- 恵みの雨（作詞）
- 涙（作詞）
- my life（作詞）

石原詢子
- ただそばにいてくれて（作詞・作曲）
- ひと粒（作詞・作曲・コーラス）

稲垣潤一
- こんなにも愛してた（作詞・作曲）

上戸彩
- 1 million thanks（作詞）

大山百合香
- 記憶の糸（作詞・作曲）

か行
神崎まき
- ON THE PLANET（作曲）

John-Hoon
- Still Believe（作詞）
- SAD SONG（作詞）
- Imperfect（作詞）
- 僕は君を愛してる（作詞）

工藤静香
- 宝石箱（作詞・作曲・コーラス）

K
- Fly Away（作詞）

CHEMISTRY
- 合鍵（作詞）
- nothing（作詞）
- a Place for Us（作詞・ボーカル）

小原明子
- Torn（作詞・ボーカル）

さ行
島谷ひとみ
- 簡単に言えたなら（作詞・作曲）

Skoop On Somebody
- Long for You（作詞）
- 人魚の恋（作詞）
- Set Me free（作詞）

鈴木雅之
- ひとつだけ（作詞・作曲）

Sowelu
- ありきたりの夜（作詞・作曲）

た行
高杉さと美
- ベランダの花（作詞・作曲）
- いちばんやさしい風（作詞・作曲）
- 月が見ている（作詞・作曲）

CHAKA
- ハックルベリーフレンズ（作曲・ボーカル）

Tiara
- あなたのとなり（作詞・作曲）

ともさかりえ
- 恋してる（作詞・作曲・コーラス）
- はじめてのサヨナラ（作詞・作曲）

は行
広末涼子
- リズム（作詞・作曲）

V6
- 君がいない世界（作詞・作曲）

Baby Boo
- 恋人（作詞）

ま行
松下奈緒
- 泣けるほど逢いたい（作詞・作曲）
- ブルードレス（作詞・作曲）

松田弘 & Quiet Love Notes
- 愛は戻らない（作詞・作曲・ボーカル）

Ms.OOJA
- また恋をすることなど（作詞）

ミズノマリ
- 恋をする（作詞）

mihimaru GT
- 手をのばせば（作詞）

ら行
Ram Jam World
- 欲望（作詞）

蘭寿とむ
- 運命のせいにして（作詞）

### ゲスト参加
川上つよしと彼のムードメイカーズ
- きっと言える（アルバム『moodmakers' mood』収録） - ボーカル

Fairlife
- woman（アルバム『パンと羊とラブレター』収録） - ボーカル

小原明子
- Torn feat.古内東子（アルバム『AK-Note』収録） - ボーカル

齋藤誠
- 曖昧な恋人（アルバム『Number 9』収録） - ボーカル

## カバー

### うそつき
| アーティスト | 収録作品（初出のみ） | 発売日        | 生産番号     |
| ------------ | -------------------- | ------------- | ------------ |
| 浜崎貴司     | NAKED                | 2010年9月29日 | CD:FKCD-2002 |

### 誰より好きなのに
| アーティスト              | 収録作品（初出のみ）                                 | 発売日         | 生産番号                                          |
| ------------------------- | ---------------------------------------------------- | -------------- | ------------------------------------------------- |
| ソニン                    | あすなろ銀河                                         | 2005年01月13日 | CD:HQCE-5002                                      |
| three NATION              | too close 〜誰より好きなのに〜                       | 2005年12月07日 | CD:TOCT-4934                                      |
| Sowelu                    | 誰より好きなのに                                     | 2007年06月20日 | CD+DVD:DFCL-1324〜5【初回限定盤】                 |
| Sowelu                    | 誰より好きなのに                                     | 2007年06月20日 | CD:DFCL-1326【通常盤】                            |
| Tiara                     | 誰より好きなのに                                     | 2009年11月25日 | 配信限定                                          |
| Tiara                     | Girl 〜Tiara Love Song Covers〜 J-POP編              | 2014年02月12日 | CD:CRCP-40361                                     |
| 徳永英明                  | VOCALIST 4                                           | 2010年04月25日 | CD+DVD:UMCK-9330【初回盤A】                       |
| 徳永英明                  | VOCALIST 4                                           | 2010年04月25日 | CD:UMCK-9331【初回盤B】                           |
| 徳永英明                  | VOCALIST 4                                           | 2010年04月25日 | CD:UMCK-1352【通常盤】                            |
| 清水翔太                  | MELODIES                                             | 2012年11月28日 | CD+DVD:SRCL-8171【初回盤】                        |
| 清水翔太                  | MELODIES                                             | 2012年11月28日 | CD:SRCL-8173【通常盤】                            |
| くすまさんしまい          | 誰より好きなのに                                     | 2014年03月12日 | CD:MED-CD2-15000                                  |
| Ms.OOJA                   | また恋をすることなど                                 | 2014年05月14日 | CD:B00JCX3AGC                                     |
| 小山五月・劉鋒            | 涙唄〜二胡が奏でる癒しの調べ                         | 2014年05月21日 | CD:TECD-21613                                     |
| JUJU                      | Request II                                           | 2014年12月03日 | CD:AICL-2788X【初回限定スペシャルパッケージ仕様】 |
| JUJU                      | Request II                                           | 2014年12月03日 | CD:AICL-2788                                      |
| 普天間かおり              | Mellow                                               | 2014年12月24日 | CD:TECG-32102                                     |
| 佐久間まゆ（CV:牧野由依） | THE IDOLM@STER CINDERELLA MASTER Cute jewelries! 002 | 2014年12月31日 | CD:B00P29WV0G                                     |

## ラジオ番組
- 横浜元町 MIND SLOW DOWN （ハマラジ）
- Music Neexus '94 （Bay FM）
- 古内東子パーソナル・ラバーズ・トーク （AIR-G'）
- 古内東子のオールナイトニッポン（水曜2部）（ニッポン放送、1995年10月 - 1997年9月）
- Chart Maker Studio （JFN系、1998年4月 - 1999年9月）
- 古内東子・プロデュース・スーパー・エディション （JFN系、2002年8月）
- 古内東子 行きつけラジオ　(YouTube、2013年8月 - )
- 湾岸DRIVE Toko Furuuchi with 10 legends　(ベイエフエム、2016年4月 - 6月)